# Анонимные созависимые
Анонимные Созависимые или АС (англ. Co-Dependents Anonymous или англ. CoDA) — сообщество, объединяющее мужчин и женщин, чья общая цель состоит в том, чтобы развить здоровые отношения.
CoDA организованы по образцу анонимных алкоголиков (АА), и используют те же самые двенадцать шагов, как и АА, но с заменой в одном из слов в первом шаге:
Мы признали, что мы беспомощны перед другими [а не перед алкоголем] … и что наши жизни стали неуправляемыми.
Сообщество был основано в 1986 году Кеном и Мэри, которые долгое время являлись членами АА в Финиксе, штат Аризона, который ощутили потребность в общении, аналогичному тому, которые практикуется в АА-сообществах, для того, чтобы справиться с их созависимым поведением.

## Ранняя история
Кен работал в лечебном центре, который лечил от зависимости. Оттуда он узнал первую информацию о созависимости. Кену пришла идея начать собрания по 12 Шагам, где они могли бы обсуждать свои проблемы в отношениях. Кен написал первую версию Приветствия и Преамбулы и нашёл место для проведения собраний в церкви Святой Марии в городе Феникс. Первое собрание прошло 22 октября 1986 года и собрало 30 человек, а второе - 60. К четвёртому собранию собралось столько людей, что в церкви не оказалось достаточно большой комнаты и, поэтому собрание прошло у входа в церковь. После четвертого собрания образовалась вторая группа, а к концу 1986 года было уже 120 групп.
Кену на работе разрешили давать папки для новичков пациентам, когда они заканчивали лечение. А так как в этот центр люди приезжали со всей страны, внезапно собрания стали возникать во всех местах. Первая международная группа появилась в Швеции.

## Основание и распространение
Анонимные Алкоголики дали разрешение на адаптацию и использование 12 Шагов Анонимных Алкоголиков. Друг Кена и Мэри из сообщества Анонимных Алкоголиков, помог собрать документы и создать некоммерческую компанию по аналогии, как были организованы Анонимные Алкоголики с использованием Традиций. Официально Сообщество Анонимных Созависимых (CoDA) было учреждено 10 февраля 1987 года: создан Государственный Совет Попечителей и Офис Национального Обслуживания; составлен Учредительный договор и Уставы, положенные в основу CoDA. Было предложено назначить семь членов Сообщества с различными навыками и родами деятельности, чтобы сформировать первоначальный Совет Попечителей Анонимных Созависимых. Первая встреча Совета была проведена 25 февраля 1987 года.
В первые выходные октября 1987 года прошла первая конференция по обслуживанию, куда были приглашены все желающие из других групп. На этой конференции была создана более крупная структура Анонимных Созависимых, образовалось сообщество. Некоммерческая организация, литература, тексты, собрания - всё перешло к сообществу.
Первое в России сообщество было основано в 1999 году в Санкт-Петербурге.

## Современное состояние
В настоящее время численность сообщества CoDA сократилась в размерах, по сравнению с первыми днями своего существования, но остается стабильной и продолжают проводиться около тысячи встреч в США и еще около тысячи в прочих 60 странах, поддерживающих свои собственные базы данных. Также, существует 37 сетевых и телефонных сообществ, расположенных в США и за рубежом.

## Созависимость
Понимание взаимозависимости продолжает развиваться в CoDA, в то время, как его формулировки избегают. Вместо этого, сообществом CoDA были собраны Шаблоны и характеристики созависимости (The Patterns and Characteristics of Codependence), предоставляемые участниками и периодически обновляемые и расширяемые.
По итогам конференции 2010 года CoDA Service Conference (CSC) этот список был расширен с 22 пунктов, выражающих следующие группы — Отрицание, Низкую самооценку, Уступчивость, Контроль, до 55, разделенные на те же группы, но с добавлением еще одной — Избегание.

## Эффективность
Сложно оценить эффективность Двенадцати Шагов для наркоманов в АА, что делает объективное определение эффективности CoDa еще более трудной задачей. Удовлетворенность взаимоотношениями, в отличие от алкоголя, является сугубо личной, внутренней мерой каждого человека и не поддается измерениям извне. Это общая сложность не только для группы сообществ, использующих Двенадцать шагов, но и для всей психиатрической практики в целом.
Единственные доступные оценки, носящие субъективный характер, доступны через свидетельства самой персоны или через данные клинической оценки поведения, вероятно, связанного с внутренним состоянием.